# El Micalet
|  | Aquest article tracta sobre el diari. Vegeu-ne altres significats a «Miquelet (desambiguació)». |

El Micalet fou un grup polític valencià fundat els anys 1970 per Enric Tàrrega Andrés, antic militant del Front Marxista Valencià, amb Frederic Jordán, Emili Mira, Carles Tonda, Joan Senent i Rafael Sena. Alguns d'ells procedien del Partit Socialista Valencià i el 1975 es van unir a Convergència Socialista del País Valencià.